# Monopeltis adercae
Monopeltis adercae är en ödleart som beskrevs av  Witte 1953. Monopeltis adercae ingår i släktet Monopeltis och familjen Amphisbaenidae. Inga underarter finns listade i Catalogue of Life.